# حميضة بن أبي نمي
عز الدين حميضة بن محمد أبي نمي الحسني كان أمير وشريف مكة لأربع مرات. كان الشريف حميضة واحدًا من ثلاثين ابناً من أبناء أبي نمي الأول، الذي حكم مكة بين عامي 1250 و 1301، أربعة منهم تنافسوا على شرافة مكة بعده هم حميضة ورميثة وأبو الغيث وعطيفة.

## إمارته الأولى مع الشريف حميضة
قبل يومين من وفاة أبو نمي الأول في صفر 701 هـ (أكتوبر 1301) أعلن الشريف حميضة وأخيه رميثة أميرين مشتركين على حكم مكة. قوبل الأميران المشتركان بمعارضة في البداية من قبل فصيل من الأشرف دعم إخويهما أبي الغيث وعطيفة. فاز الشريف حميضة ورميثة في النزاع وسجنا أخويهما أبا الغيث وعطيفة لكنهما تمكنا من الفرار وعندما وصل المحمل المصري في موسم الحج حظي أبو الغيث وعطيفة بتأييد أمراء المماليك المصريين وعلى رأسهم بيبرس الجشنكير. وعليه، في ذي الحجة 701 هـ (أغسطس 1302)، بعد إتمام مناسك الحج، اعتقل بيبرس الشريف حميضة ورميثة، ونصب أخوبهما على العرش بدلاً منهما. عاد بيبرس إلى القاهرة في محرم عام 702 هـ ومعه الشريف حميضة ورميثة أسيرين مكبلين بالأغلال.

## في أسره بمصر
عام 703 هـ وبعد سقوط بيبرس على يد الناصر محمد بن قلاوون، أطلق السلطان الأخير سراح الأخوين الشريف حميضة ورميثة من سجنهم في القاهرة وألبسهم الزي المملوكي التقليدي بقلنسوة من الزركش (الديباج). رفض الشريف حميضة في البداية ارتداء ذلك الزي ولكنه رضي بالأمر الواقع بعد تهديده بالسجن. بعد ذلك حصل الأخوان على رواتب وانضما إلى رتب أمراء السلطان، يركبان مع السلطان في الميدان (ساحة العرضات)، ويلعبان الصولجان أو لعبة البولو مع السلطان.

## إمارته الثانية مع الشريف حميضة
في عام 704 هـ توسط الشيخ نصر المنبجي للشريف حميضة ورميثة للتخلي عن الملابس المملوكية لصالح اللباس الحجازي. في وقت لاحق من ذلك العام، أعاد السلطان تعيينهما في إمارة مكة، حيث كان قد استاء من أخويهما أبي الغيث وعطيفة. رافق الشريف حميضة ورميثة قافلة الحج السنوية من القاهرة، وفي ذي الحجة 704 هـ (يوليو 1305) ، بعد إتمام مناسك الحج، اعتقل السلطان أبا الغيث وعطيفة ونصب الشريف حميضة ورميثة مكانيهما على العرش.
في البداية تصرف الشريف حميضة ورميثة بشكل عادل ووضعا سياسات حضيت بشعبية بما في ذلك إلغاء بعض ضرائب المكوس. لكن في السنوات التالية اتهمهم المماليك بارتكاب إساءات مختلفة. ونتيجة لذلك، أثناء حج عام 710 هـ (1311)، غادرا مكة لتجنب قوة مصرية وجهت ضدهم مع المحمل المصري. وفي عام 712 هـ (1313 م) تركا مكة مرة أخرى عندما أدى بن قلاوون نفسه فريضة الحج محاطاً جيش كبير. وأخيراً، في شوال 713 هـ (كانون الثاني / فبراير 1314)، أرسل بن قلاوون جيشا لتنصيب أبي الغيث على العرش، مع 320 من فرسان المماليك و 500 فارس من بني حسين من يثرب. أمراء مصر كانوا سيف الدين تقصوبة الناصري، والي قوص وقائد الجيش، وسيف الدين باكتامور، وصارم الدين ساروجة الحسامي، وعلاء الدين أيدوغدي الخوارزمي. وانضم إليهم من دمشق الأمير سيف الدين بلعبان التتري. عندما سمع الأخوان الشريف حميضة ورميثة باقتراب الجيش هربا باتجاه حلي بني يعقوب. بعد الحج بقي الجيش في مكة لمدة شهرين تقريبًا لدعم أبي الغيث.

## إمارته الثالثة منفرداً
بعد أن غادر الجيش المصري مكة، حشد الشريف حميضة قواته واستولى على مكة، مما تسبب في خسارة أبي الغيث بحوالي 15 جنديًا مشاة وأكثر من 20 فارسًا. أرسل الشريف حميضة جزية إلى بن قلاوون في محاولة لاستعادة حظوته لديه، لكنها لم تقبل وسُجن رسوله. أرسل السلطان تعزيزات إلى أبي الغيث وأمر أمير يثرب لمساعدته. في يوم الثلاثاء، 4 ذو الحجة 714 هـ (11 مارس 1315)، واجه الشريف حميضة قوة أبي الغيث الأكبر من قوته وهزمها بالقرب من مكة. أصيب أبو الغيث في المعركة وأسر، ثم أُعدم بأمر من الشريف حميضة في خيف بني شديد.
في شعبان 715 هـ (نوفمبر 1315 م) أرسل بن قلاوون رميثة إلى مكة مع جيش بقيادة الأميرين مجد الدين دامورخان بن قرمان وسيف الدين تيدمور الجمادار. قبل ستة أيام من وصول الجيش، حمّل الشريف حميضة مائة من الإبل بالمال والبضائع، وأحرق ما تبقى في قلعة وادي مر، ودمر ألفي نخلة. ثم شق طريقه إلى الخلف والخليف، وهي قلعة رحلة ستة أيام من مكة، ولجأ عند سيدها. وصل الجيش المصري إلى مكة مع رميثة في 15 رمضان (13 ديسمبر). وبعد أسبوعين توجه الجمع إلى الخلف والخليف، حيث نهبوا القلعة واستولوا على ثروة الشريف حميضة. تم القبض على ابنه البالغ من العمر اثني عشر عامًا وتسليمه إلى رميثة، بينما هرب الشريف حميضة نفسه إلى العراق.

## في ملجئه بالعراق
في عام 716 هـ (1316)، عرض الشريف حميضة نفسه أمام بلاط السلطان الإلخاني محمد خدابنده اولجایتو طالبًا مساعدته العسكرية ضد المماليك الذين ساندوا أخيه رميثة ضده. زود أولجايتو الشريف حميضة بجيش مؤلف من عدة آلاف من المغول والعرب تحت قيادة أميره على البصرة السيد طالب الدلقندي لانتزاع الحجاز من المماليك ووضعها تحت سيطرة الإلخانيين. مع ذلك، بعد فترة وجيزة من مرور الحملة العسكرية بالبصرة، تلقت نبأ وفاة أولجايتو، فهجر جزء كبير من الجنود الحملة. تم سحق الباقون - ثلاثمائة مغولي وأربعمائة عربي - على يد حشد من أربعة آلاف بدوي موال للماليك بقيادة محمد بن عيسى (شقيق مهنا بن عيسى) في أواخر ذي الحجة (مارس 1317).

## عودته إلى الحجاز
رغم هزيمة جيش الإلخان إالا أن الشريف حميضة والسيد طالب الدلقندي نجيا من القتل. في أوائل عام 717 هـ أقام الشريف حميضة معسكرًا بالقرب من مكة برفقة اثنين من أعيان الإلخان - الدلقندي وملك شاه - وثلاثة وعشرين رجلاً فقط. أبلغ الشريف رميثة السلطان ابن قلاوون، فكتب بن قلاوون إلى الشريف حميضة يمنعه من البقاء في الحجاز ولكن يعطيه الأمان والعفو إذا جاء إلى مصر. في ربيع الأول (مايو 1317) أرسل بن قلاوون الأميرين سيف الدين أيطمش المحمدي وسيف الدين بهادر السعدي لإعادة الشريف حميضة ورفاقه إلى مصر. عندما التقيا الشريف حميضة، رفض الشريف حميضة مرافقتهما متحججاً بعدم وجود تجهيزات للرحلة. بعد أن قدم المماليك للشريف الشريف حميضة أقصى ما استطاعوا تقديمه، اختفى الشريف حميضة ورفاقه، وعاد الأمراء إلى القاهرة خالي الوفاض.

## إمارته الرابعة والأخيرة منفرداً
بعد موسم الحج، إما في ذي الحجة 717 هـ أو محرم 718 هـ (فبراير أو مارس 1318) ، أطاح الشريف حميضة بأخيه رميثة بمساعدة عبيده. استبدل الدعاء للسلطان المملوكي بن قلاوون في الخطبة بالدعاء للسلطان الإلخاني أبي سعيد بهادر خان، ابن أولجايتو. لم يدم ذلك طويلاً، ففي أواخر ربيع الأول (مايو 1318) أرسل بن قلاوون جيشا أعاد رميثة مؤقتاً إلى العرش.

## اغتياله
خرج الشريف حميضة إلى وادي نخلة قرب مكة محاولاً العودة إلى حكم مكة عدة مرات ثم خرج إلى أطراف نجد حتى قام المماليك بتدبير اغتياله حيث تظاهر بعض الجنود المماليك بالانشقاق من السلطان المملوكي بن قلاوون إلى متقربين من اشريف الشريف حميضة حتى قتلوه في يوم جمعة من شهر جمادى الآخرة 720 هـ (يوليو / أغسطس 1320).